# Gubernia de Táurida

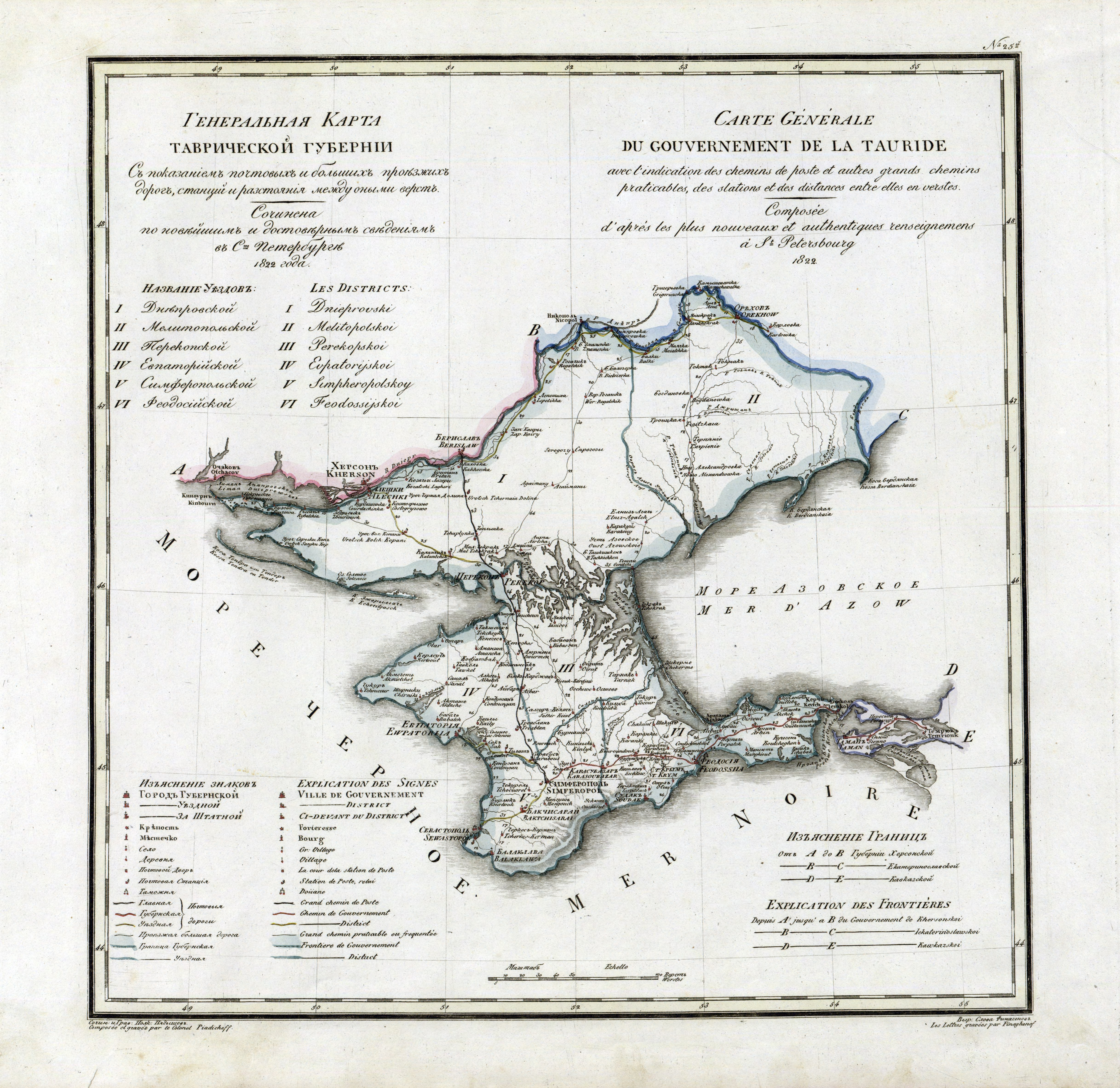
Mapa do Gubernia de Táurida em 1821

Gubernia de Táurida (em russo:  Таврическая губернiя, grafia moderna: Таврическая губерния, Tavricheskaya guberniya; em ucraniano:  Таврiйська губернiя, Tavrijśka gubernija; em tártaro da Crimeia:  Tavrida guberniyası, Таврида губерниясы) ou Governo de Táurida foi um gubernia histórica do Império Russo. Ele incluía a Península da Crimeia e o continente entre o rio Dnieper e as costas do Mar Negro e do Mar de Azov. Foi formado depois que o Oblast de Táurida foi abolido em 1802 após a reforma administrativa de Paulo I dos territórios do sudoeste que tinham sido anexados do Canato da Crimeia. O centro administrativo do gubernia era a cidade de Simferopol. O gubernia foi nomeado por conta do nome grego antigo da Crimeia, Táurida.

## Denominação
Inicialmente, Taurida (Tavrika, o País dos Tauris) era chamada pelos helenos de costa sul da Crimeia e, no início da Idade Média (até cerca do século XV ), esse nome era usado para toda a Península da Crimeia.

## Divisões Administrativas
O gubernia compreendia três uezds no continente:
- Berdianski, com centro em Berdiansk;
- Dneprovski, Oleshki;
- Melitopolski, Melitopol;

Na península, cinco uezds e duas autoridades municipais (gradonachalstvo):
- Ievpatoriiski, Ievpatoria;
- Perekopski, Perekop;
- Simferopolski, Simferopol;
- Feodosiiski, Feodosia;
- Yaltinski, Yalta.
- Cidade de Kerch, Fortaleza de Yeni-Kale;
- Cidade de Sebastopol.

Antes de 1820, o gubernia consistia em sete uezds, incluindo o Uezd de Tmutarakan, na Península de Taman, no lado leste do Estreito de Kerch. Os uezds de Yalta e Berdyansk formaram-se mais tarde. De 1804 a 1829 também existiu o Gradonachalstvo de Feodosiia; e em 1914 o Uezd de Yalta tornou-se o Gradonachalstvo de Yalta.
Em dezembro de 1917, o gubernia se dividiu, com a maior parte de sua parte peninsular formando a República Popular da Crimeia (1917-1918), enquanto o resto permaneceu em posição indefinida, incluindo a cidade de Sebastopol, que permaneceu a principal base naval da Frota do Mar Negro da República da Rússia. Os uezds do continente foram declarados parte da República Popular da Ucrânia, mas permaneceram sob a jurisdição efetiva do Gubernia de Taurida.
Em 20 de novembro de (7 de novembro, no Calendário Juliano) de 1917, a Terceira Universal da Rada Central da República Popular da Ucrânia proclamou o território da República da Ucrânia como compreendendo: Gubernia da Volínia, Gubernia de Quieve, Gubernia de Podolia, Gubernia de Chernigov, Gubernia de Poltava, Gubernia de Kharkov, Gubernia de Yekaterinoslav, Gubernia de Kherson e Gubernia de Taurida (não incluindo a Crimeia).
Após a ocupação da Ucrânia pelos bolcheviques durante a Guerra Ucraniana-Soviética, o Gubernia de Taurida finalmente se dividiu entre as repúblicas soviéticas russas da República Soviética de Donetsk-Krivoi Rog e a República Socialista dos Sovietes de Taurida.

## História

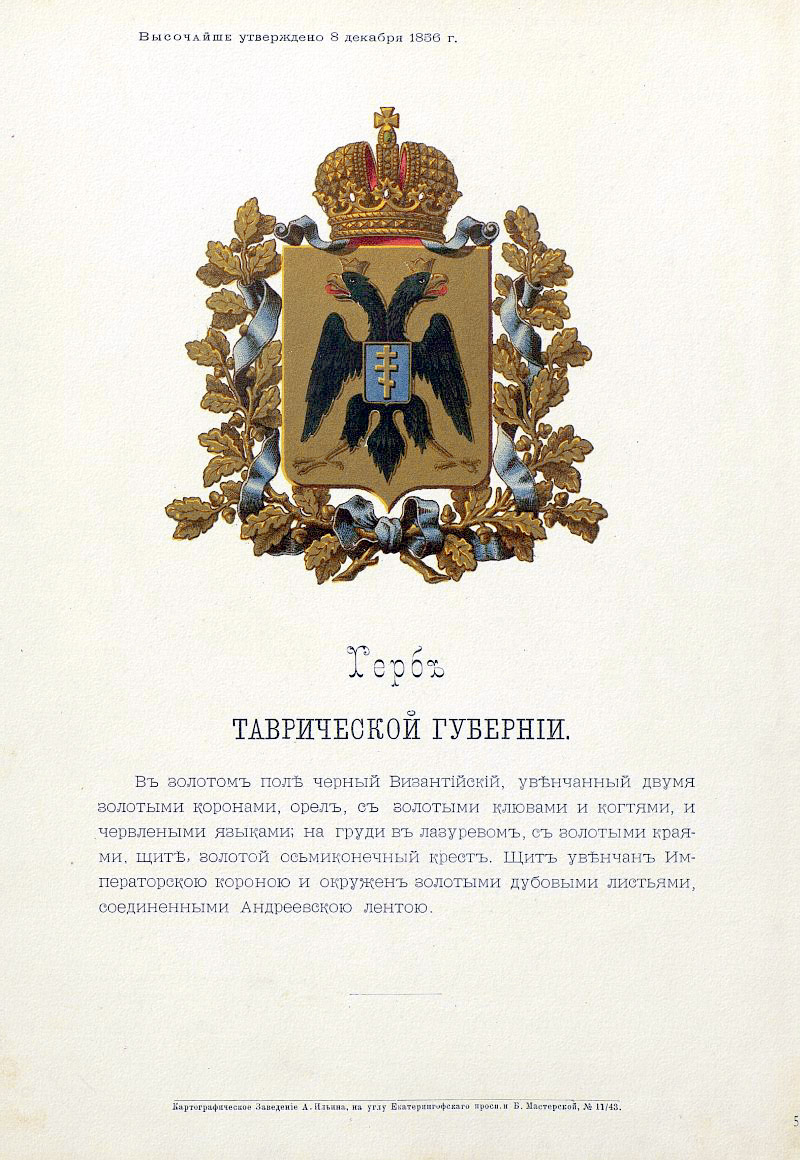
Brasão do gubernia com descrição oficial, aprovado por Alexandre II (1856)

Em 1783, o Canato da Crimeia foi anexado pela Rússia de Catarina, a Grande. Logo depois disso, o Oblast de Taurida foi estabelecido. Durante o reinado de Paulo I, o oblast foi abolido, mas logo (em 1802) foi restabelecido como um gubernia. Foi uma parte do Império Russo até a Revolução Russa de 1918.
Após a Revolução de Outubro de 1917, o governo étnico tártaro proclamou a República Popular da Crimeia em 13 de dezembro de 1917, que foi o primeiro estado democrata muçulmano. A república tártara cobria a porção peninsular do antigo gubernia, enquanto seus uezds do norte acabaram temporariamente sob a jurisdição do Gubernia de Yekaterinoslav. No entanto, nem a Ucrânia nem a Crimeia conseguiram manter seus territórios e foram invadidas pelos Guardas Vermelhos bolcheviques no inverno de 1917-18. Resumidamente, no início de 1918, os bolcheviques dividiram os territórios do gubernia entre a República Socialista Soviética de Taurida e a República Soviética de Donetsk-Krivoi Rog antes de seren invadido pelas forças da República Popular da Ucrânia com assistência militar do Império Alemão.